# Pont de Huy

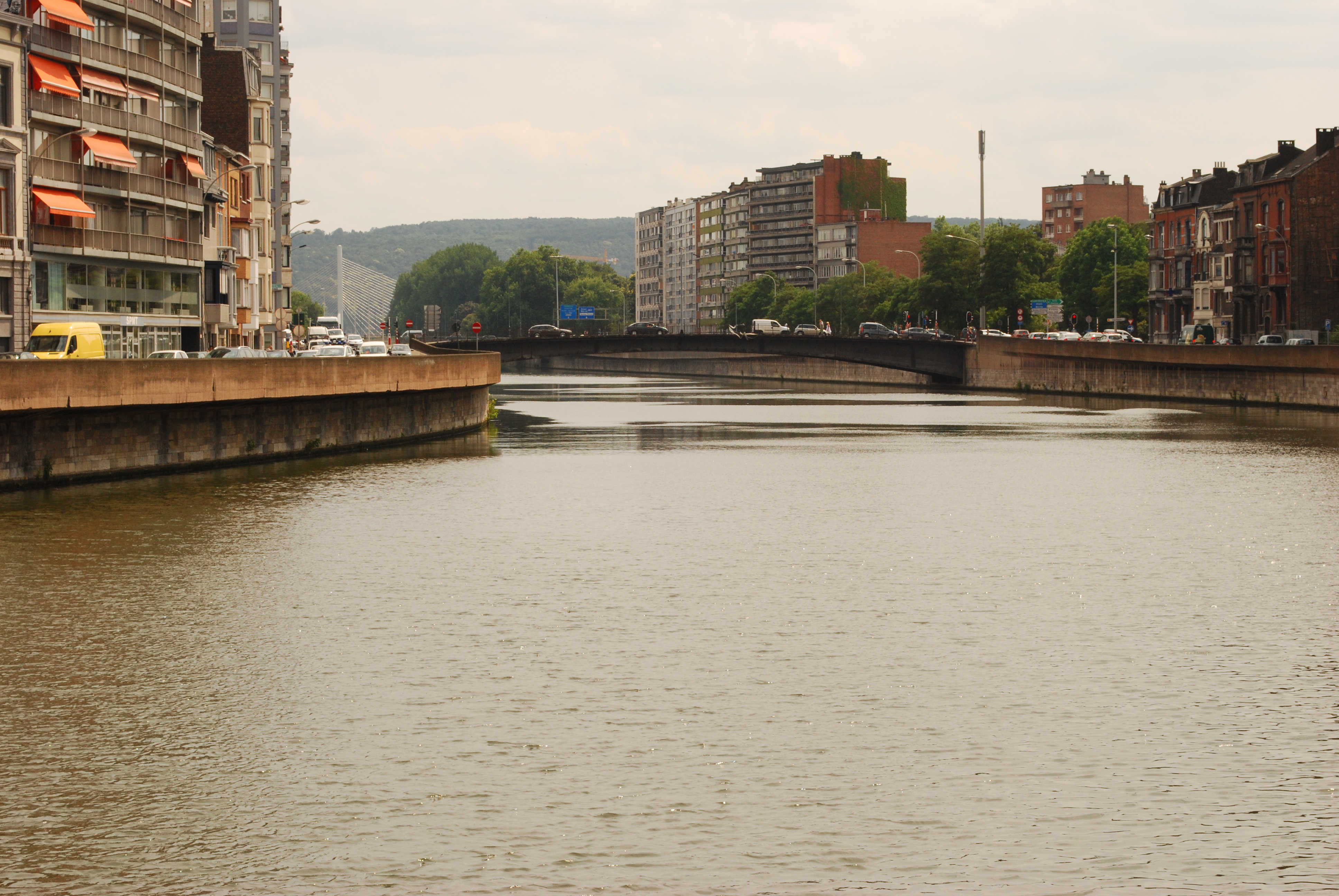
Pont de Huy

De Pont de Huy is een brug over het Afwateringskanaal Luik in de Luikse wijk Longdoz. Aan de oostzijde van de brug ligt het winkel- en bedrijvencentrum Mediacité.

## Geschiedenis
In 1866 werd de Pont de Commerce, de tegenwoordige Pont Albert Ier, over de Maas geopend. In 1873 werd een brug over het Afwateringskanaal geopend die in het verlengde van deze brug was gelegen. Deze brug werd Pont Orban genoemd, maar in de volksmond werd de naam Pont de Huy vaak gebruikt, naar de straat waarheen de brug voerde.
In 1953 bouwde men een metalen kokerbrug op de plaats van de oude brug. Overigens werd er onder het afwateringskanaal, niet ver van de plaats van de brug, later ook een tunnel aangelegd: de Tunnel sous la Déviation, welke uitkomt in Fétinne.